# Papaver lapponicum
Papaver lapponicum là một loài thực vật có hoa trong họ Anh túc. Loài này được (Tolm.) Nordh. mô tả khoa học đầu tiên năm 1931.

## Hình ảnh

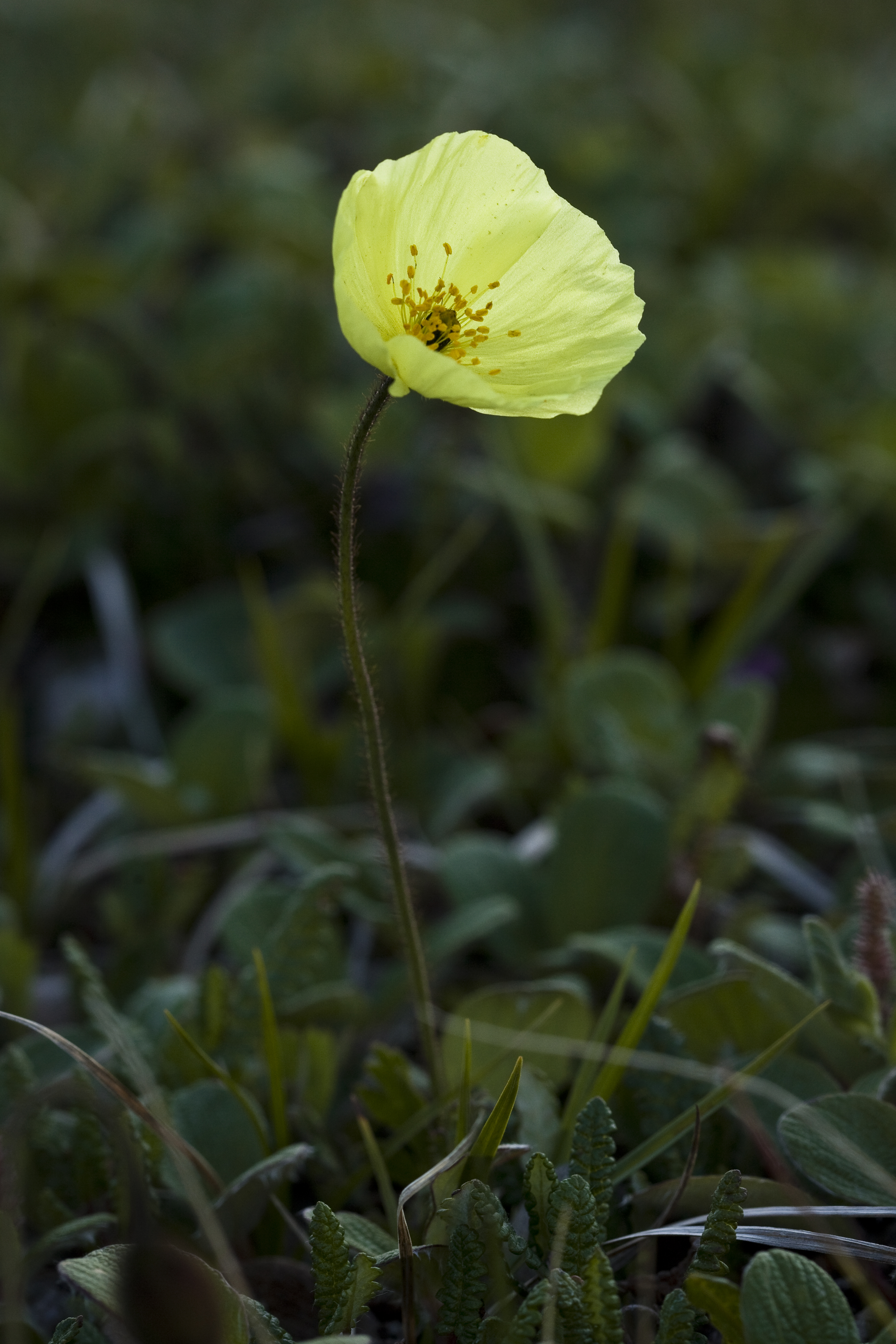
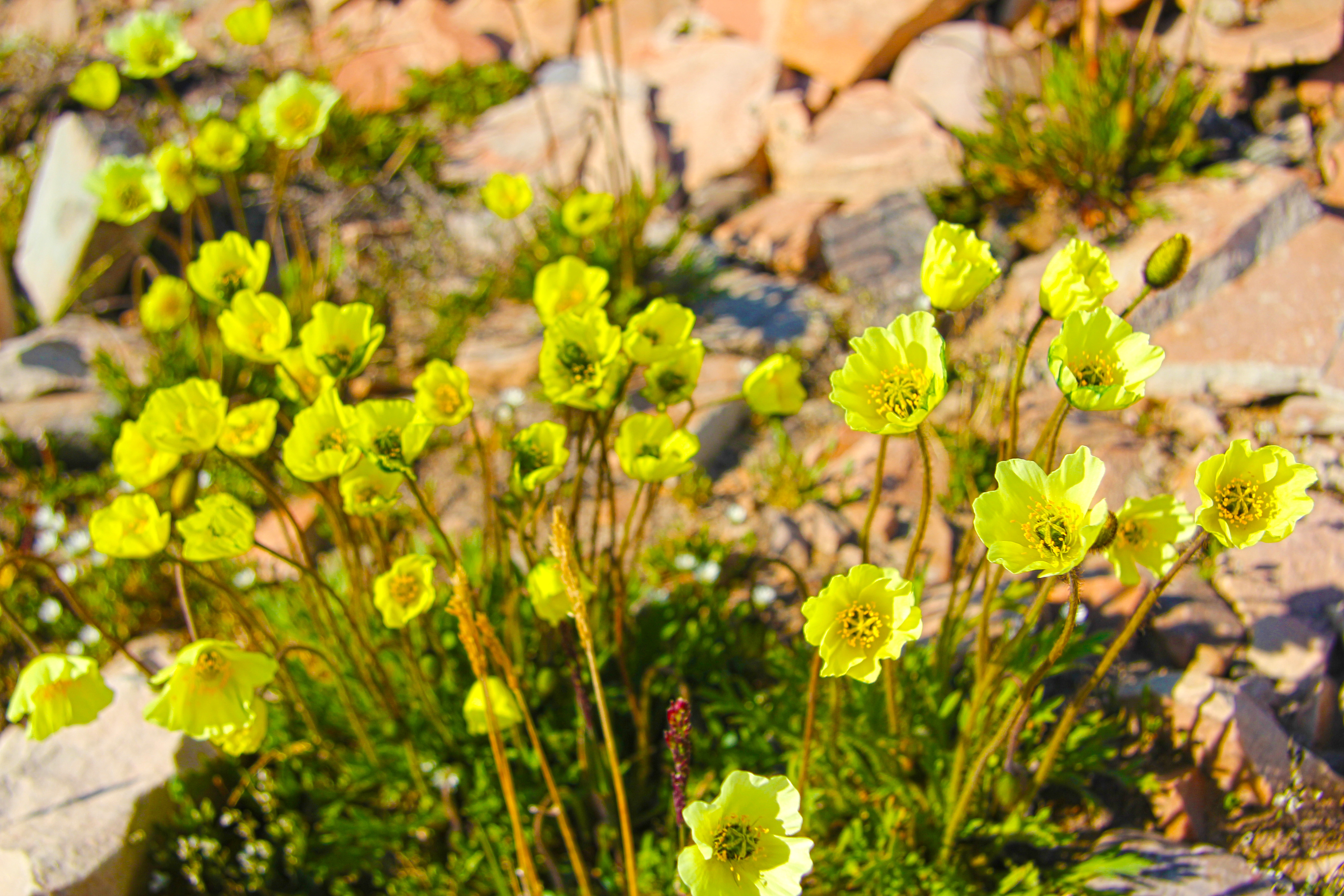